# Proteremaeus chadaevae
Proteremaeus chadaevae är en kvalsterart som beskrevs av Golosova 1983. Proteremaeus chadaevae ingår i släktet Proteremaeus och familjen Oribellidae. Inga underarter finns listade i Catalogue of Life.